# Заговор литовско-русских князей (1481)
Заговор литовско-русских князей 1481 года — заговор крупных православных феодалов Литовской Руси против польско-литовского монарха Казимира IV с целью его убийства или смещения с трона Великого княжества Литовского. Участниками заговора были князья Михаил Олелькович Слуцкий, Фёдор Бельский и Иван Гольшанский.
Планы свержения Казимира IV были вызваны процессом упразднения автономии русских образований, в том числе ликвидация древнего Киевского княжества в 1471 году, на которое претендовал Михаил Олелькович. Имели место соображения династического старшинства, поскольку Михаил Олелькович, принадлежавший к старшей линии Ольгердовичей, формально имел большие права на престол, чем потомки Ягайла, к которым относился Казимир IV.
Различные источники называют разные, не всегда соотносящиеся друг с другом цели заговорщиков. По одним данным, предусматривалось возведение на литовский престол Михаила Олельковича. Также сообщается о планах расторжения унии с Польшей и заключения союза с Иваном III, являвшимся для Михаила Олельковича по материнской линии двоюродным братом. Русские источники сообщают даже о планах объединить Русь по обе стороны границы в единую державу. Летописец пишет, что заговорщики будто бы хотели присоединить земли Великого княжества Литовского по реку Березина к Русскому государству.
Заговор планировалось реализовать во время королевской охоты либо во время свадьбы Фёдора Бельского в Кобрине, на которую был приглашён Казимир IV. Однако планам литовско-русских князей не суждено было сбыться. Их заговор был раскрыт. Возможно, это произошло с помощью киевского воеводы Ивана Ходкевича, однако есть также указания на Семёна Бельского, брата Фёдора Бельского. Фёдору Бельскому, единственному из заговорщиков, удалось бежать в Москву. Михаил Олелькович и Иван Гольшанский были казнены отсечением головы 30 июня 1481 года.